# غار قباله
اشکفت قباله مربوط به دوره نوسنگی است و در شهرستان بیضا، بخش بیضا، دهستان بانش، شمال شرق روستای قباله واقع شده و این اثر در تاریخ ۳۰ بهمن ۱۳۸۶ با شمارهٔ ثبت ۲۰۹۶۰ به‌عنوان یکی از آثار ملی ایران به ثبت رسیده است.